# Adam Hodějovský z Hodějova
Adam Hodějovský z Hodějova (? – 1640) byl český šlechtic.

## Život
Žil na hradě v Týnci nad Sázavou, který mu byl po bitvě na Bílé hoře zkonfiskován během rozsáhlého selského povstání proti rekatolizaci a zvyšujícímu se znevolňování a robotnímu útlaku, jež snad začalo roku 1626 na Čáslavsku, kde jej vedl a letákem snad i vyvolal kaplan čáslavského kostela sv. Petra a Pavla Matouš Ulický (který ještě před vypuknutím povstání schoval ostatky Jana Žižky v čáslavském kostele před rekatolizujícími jezuity, kteří se je snažili vypátrat a zničit). Povstání se rozšířilo na Kouřimsko a dále na oblast Posázaví a Benešovska, kde se v roce 1627 postavil do čela povstalců konfiskací postižený Adam Hodějovský z Hodějova.
Vzbouřenci pod vedením Adama Hodějovského z Hodějova údajně vypálili jeho bývalý majetek Týnec nad Sázavou a potom svedli jižně odtud s císařským prohabsburským vojskem bitvu na Neštětické hoře. Zde byla většina povstalců pobita, pouze Adamovi Hodějovskému se podařilo s hrstkou povstalců probít z českého území a sloužil pak v protestantském dánském vojsku.
Zemřel roku 1640.